# Linia kolejowa Březnice – Strakonice
Linia kolejowa Březnice – Strakonice (Linia kolejowa nr 203 (Czechy)) – jednotorowa, regionalna i niezelektryfikowana linia kolejowa w Czechach. Łączy stację Strakonice i Volary. Przebiega przez terytorium kraju środkowoczeskiego oraz południowoczeskiego.